# Eduard Seler
Eduard Georg Seler (ur. 5 grudnia 1849 w Crossen an der Oder, zm. 23 listopada 1922 w Berlinie) – niemiecki amerykanista i paleontolog.

## Życiorys
Studiował matematykę, mineralogię, botanikę i paleontologię. Do roku 1876 nauczał jako matematyk i historyk w Wyższej Szkole Dorotheenstädti w Berlinie. Z powodu zdrowotnych przeniósł się do Triestu, gdzie rozpoczął studia językoznawstwa. Tam zainteresował się etnografią prekolumbijską i archeologią.
W 1884 obronił pracę doktorską w Lipsku z języka Majów. W 1887 habilitował się w Berlinie z tematu "Rękopisy Meksykańskie". W roku 1894 objął stanowisko asystenta dyrektora w Muzeum Etnograficznym w Berlinie. Od 1904 do 1922 był jego dyrektorem. W latach 1887–1910 był redaktorem w sześciu czasopismach o tematyce Meksyku i założycielem botanicznego i archeologicznego college'u. W 1899 otrzymał profesurę języków amerykańskich, etnografii i starożytnych cywilizacji na uniwersytecie w Berlinie. Od 1910 do 1911 piastował urząd dyrektora Międzynarodowego Instytutu Archeologii w Meksyku. Był pomysłodawcą niemieckiej fundacji zajmującej się tematyką prekolumbijskiego Meksyku i prekolumbijskiej Ameryki.
Eduard Seler przez większość życia w swoich pracach koncentrował się na staroindiańskich pismach, religii i mitach. Jego publikacje i monografie dały podwaliny dla rdzennego językoznawstwa amerykańskiego, archeologii, rodzimej historii i etnografii.
23 listopada 1992 w Meksyku otworzono fundację im. Eduard'a Seler'a "FAITHS" dla wszystkich badaczy archeologii i etnografii.